# Maria Szymanowska
Pour les articles homonymes, voir Szymanowska.

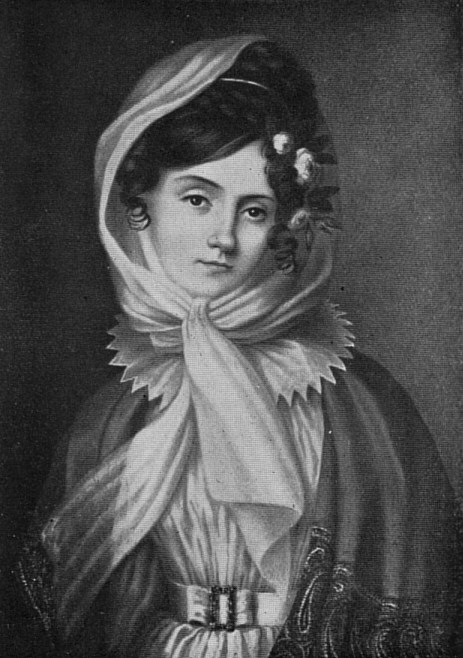
Maria Szymanowska vers 1830.

Maria Szymanowska, née Marianna Agata Wołowska le 14 décembre 1789 à Varsovie et morte le 25 juillet 1831  à Saint-Pétersbourg, est une compositrice et pianiste virtuose polonaise.

## Biographie
Maria Szymanowska est issue d'une famille aisée. Elle est l'un des dix enfants de Franciszek Wołowski, propriétaire d'une brasserie prospère, et de Barbara Lanckorońska. Ses parents aiment les artistes et Maria côtoie des compositeurs tels que Józef Elsner (futur professeur de Frédéric Chopin), Karol Kurpiński et Franciszek Lessel.
En 1810, elle se marie avec un propriétaire terrien, Teofil Józef Szymanowski. Le couple aura bientôt des enfants: les jumeaux Helena et Romuald (en 1811) et Celina (1812) qui deviendra plus tard la femme d'Adam Mickiewicz.
Son époux et sa belle-famille s'opposent à ce que Maria entreprenne une carrière de pianiste-compositrice. Mais cela ne l'empêche pas de composer ni se produire devant des cercles privés et dans des concerts de charité. Ainsi en 1815 elle joue au palais des Radziwiłł à Nieborów et donne son premier concert à Vienne.
Maria Szymanowska réalise de nombreuses tournées dans toute l'Europe, surtout dans les années 1820, avant de s'installer définitivement à Saint-Pétersbourg, où elle se sépare de son mari en gardant ses enfants auprès d'elle et noue des relations avec les compositeurs John Field et Mikhaïl Glinka. En 1822, elle devient pianiste de la cour de Russie,, pour laquelle elle compose, donne des concerts et au sein de laquelle enseigne la musique.
Les témoignages indiquent son jeu ferme, son style gracieux et noble, la précision et le charme romantique d'un interprète qui « ne joue pas, mais déclame ». Frédéric Chopin s'est intéressé à son jeu, plus qu'à ses œuvres et il fut impressionné par un piano « universel capable d'imiter le violon de Paganini ou le chant de Giuditta Pasta ».
Ses pièces pour piano, ses chansons, sa musique de chambre préfigurent le style polonais brillant de Frédéric Chopin. Notamment ses études qui recèlent des éléments de la technique d'écriture développée par Chopin. Maria Szymanowska fut parmi les premières à développer une sonorité liée à l'expression de la passion, fusionnant mélodie et harmonie dans un élan, une même « étreinte » (Première étude en ré, Nocturne op. 24), qu'on retrouve aussi chez Robert Schumann. Du point de vue de la technique et de l'expression, le piano cesse d'être un instrument, il devient un confident.

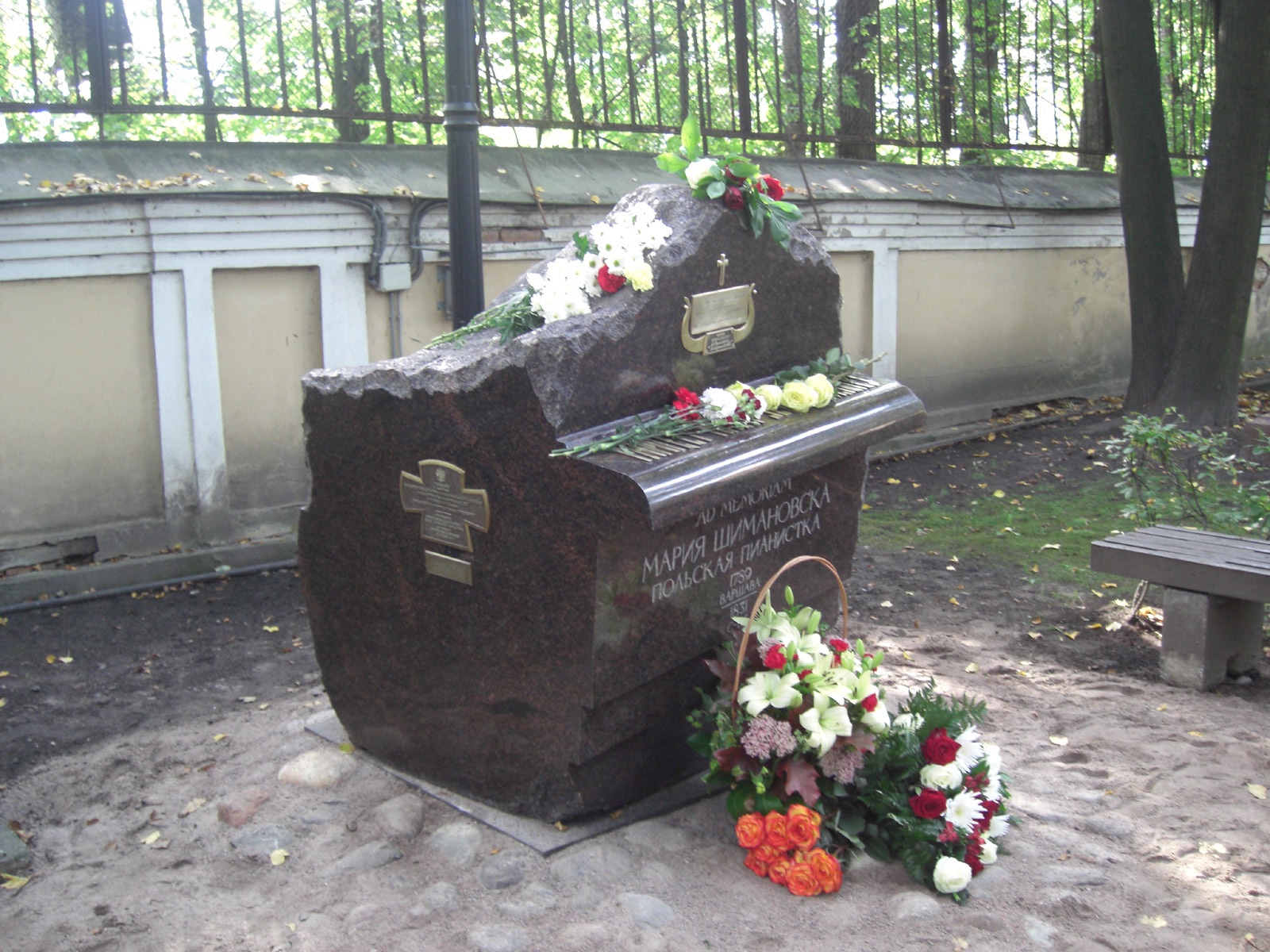
Cénotaphe de Maria Szymanowska à Saint-Pétersbourg.

Maria Szymanowska meurt en 1831 du choléra et est l'une des premières à être enterrée au cimetière Mitrofanievskoïe. Un cénotaphe est érigé en sa mémoire le 25 septembre 2010 dans la Nécropole des artistes, à Saint-Pétersbourg.
Sa belle-sœur, Filipina Brzezińska-Szymanowska, est également compositrice.

## Œuvres principales
- Album per pianoforte. Maria Szmyd-Dormus, Cracovie, PWM, 1990.
- 25 Mazurkas. Irena Poniatowska, Bryn Mawr, Hildegard, 1991.
- Music for Piano. Sylvia Glickman, Bryn Mawr, Hildegard, 1991.
- Six Romances. Maria Anna Harley [alias Maja Trochimczyk], Bryn Mawr, Hildegard, 1999.
- Dwadzieścia etiud i preludiów / Twenty Etudes and Preludes. Irena Poniatowska, Elżbieta Zapolska Chapelle, Cracovie, PWM, 2021.

## Discographie
- 2012 - Ballades & Romances (Elisabeth Zapolska, mezzo-soprano; Bart van Oort, piano Broadwood 1825) - Acte Préalable AP0260[5].
- 2013 - Complete Piano Works (Sławomir Dobrzański (en), piano) - Acte Préalable AP0281-83[6].
- 2019 - Romance à Joséphine – Women’s Songs in Maria Szymanowska’s time (Elisabeth Zapolska, mezzo-soprano ; Bart van Oort, piano Anton Zierer in Wien, c.1825) – Salto Records International.